# Kingston Springs
Kingston Springs – miasto w Stanach Zjednoczonych, w stanie Tennessee, w hrabstwie Cheatham.